# Barnes, Luân Đôn

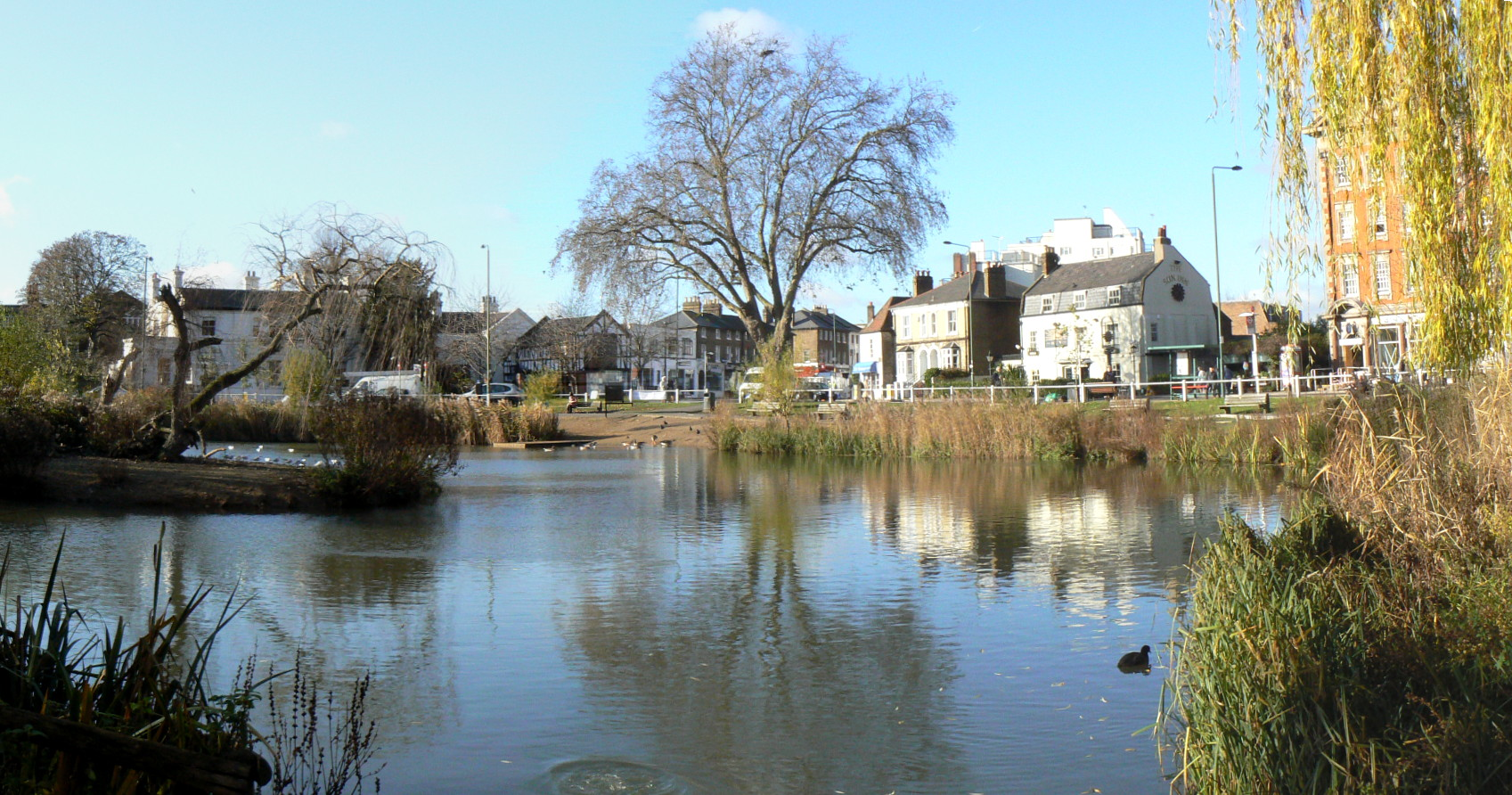
Hồ Barnes

Barnes là vùng ngoại ô dọc bờ sông phía tây nam Luân Đôn. Về quản trị địa phương, Barnes thuộc khu Richmond upon Thames của Luân Đôn. Nó nằm khoảng 5,8 dặm (9,3 km) về phía tây tây nam của Charing Cross dọc theo sông Thames, có cầu Hammersmith bắc qua ở cuối phía bắc. Barnes có nhiều tòa nhà từ thế kỷ 18 và 19 với chất lượng đáng kể, và nổi tiếng về khu làng lịch sử tập trung quanh hồ Barnes, hình thành các khu vực bảo tồn làng Barnes.